# Temos Negócio!
Temos Negócio! foi  um programa da TVI que estreou a 21 de Novembro de 2015. O programa foi conduzido por Leonor Poeiras.

## Formato
O programa consiste em cinco equipas de concorrentes, organizadas em trios, põem à prova toda a sua criatividade, engenho, espírito empreendedor e capacidade de negociação. 
Fruto de uma parceria entre a TVI, o OLX, a Shine Iberia e a Talpa (produtora do John de Mol, criador de programas como The Voice e Big Brother), este formato terá a sua estreia mundial em Portugal através dos ecrãs da Televisão Independente.

## Concorrentes e Equipas
| Nome     | Idade | Profissão                        | Equipa         | Estado                    | P    |
| -------- | ----- | -------------------------------- | -------------- | ------------------------- | ---- |
| Nuno     | 37    | Técnico de Reparações            | Os Improváveis | Eliminado na 2.ª Semana   | 15.º |
| Filipe   | 38    | Freelancer                       | Os Improváveis | Desistiu na 3.ª Semana    | 14.º |
| Ricardo  | 29    | Empresário                       | Os Improváveis | Eliminado na 3.ª Semana   | 13.º |
| Márcia   | 28    | Comercial                        | A Família      | Eliminada na 4.ª Semana   | 12.º |
| Danilo   | 23    | Designer                         | Os Sócios      | Eliminado na 5.ª Semana   | 11.º |
| Daniela  | 31    | Empregada de Loja                | As Audazes     | Eliminada na 6.ª Semana   | 10.º |
| Ana      | 40    | Empresária                       | As Audazes     | Eliminadas na 7.ª Semana  | 9.º  |
| Bárbara  | 25    | Estudante                        | As Audazes     | Eliminadas na 7.ª Semana  | 9.º  |
| Flávio   | 24    | Técnico de Mecatrónica automóvel | A Família      | Eliminados na 8.ª Semana  | 7.º  |
| Helena   | 49    | Internet Marketer                | A Família      | Eliminados na 8.ª Semana  | 7.º  |
| Paulo    | 39    | Consultor Imobiliário            | Os Comerciais  | Desistiu na 10.ª Semana   | 5.º  |
| Carlos   | 27    | Empresário                       | Os Sócios      | 2.º Lugar na 10.ª Semana  | 2.º  |
| Humberto | 27    | Empresário                       | Os Sócios      | 2.º Lugar na 10.ª Semana  | 2.º  |
| Luís     | 39    | Consultor Imobiliário            | Os Comerciais  | Vencedores na 10.ª Semana | 1.º  |
| Rodrigo  | 38    | Empresário                       | Os Comerciais  | Vencedores na 10.ª Semana | 1.º  |

## Negociações
Os valores apresentados na tabela a seguir representam o lucro das equipas no final de cada semana. O valor dado a cada equipa no início do programa foi de 50.000€.
| Equipa | Equipa      | Semanas    | Semanas    | Semanas    | Semanas    | Semanas    | Semanas    | Semanas | Semanas | Semanas    | Semanas    |
| Equipa | Equipa      | 1          | 2          | 3          | 4          | 5          | 6          | 7       | 8       | 9          | 10         |
| ------ | ----------- | ---------- | ---------- | ---------- | ---------- | ---------- | ---------- | ------- | ------- | ---------- | ---------- |
|        | Comerciais  | 49.781,78€ | 49.677,08€ | 48.891,11€ | 51.717,01€ | 52.008,12€ |            |         |         | 65.789,76€ | Vencedores |
|        | Sócios      | 49.823,48€ | 49.571,44€ | 50.418,12€ | 50.184,72€ | 50.046,50€ |            |         |         | 64.836,86€ | 2.º Lugar  |
|        | Família     | 49.926,07€ | 49.863,79€ | 49.638,84€ | 49.374,89€ | 50.049,61€ | 53.917,62€ |         | —       |            |            |
|        | Audazes     | 49.785,28€ | 49.834,14€ | 49.813,64€ | 49.853,17€ | 50.078,19€ | 50.288,19€ | —       |         |            |            |
|        | Improvavéis | 49.756,01€ | 49.383,74€ | —          |            |            |            |         |         |            |            |

Legenda:
Números verdes indicam o melhor lucro nessa semana
Números vermelhos indicam o pior lucro nessa semana
     a equipa recebeu o Joker nessa semana
     a equipa perdeu um elemento nessa semana
     a equipa ficou extinta

## Audiências
| Ep.   | Data                   | Espetadores | Rating | Share | Ref.   | Expulsão          |
| ----- | ---------------------- | ----------- | ------ | ----- | ------ | ----------------- |
| 1     | 21 de novembro de 2015 | 550.000     | 6,0%   | 19,4% | [ 2 ]  | nenhum            |
| 2     | 28 de novembro de 2015 | 494.000     | 5,2%   | 20,5% | [ 3 ]  | Nuno              |
| 3     | 5 de dezembro de 2015  | 494.000     | 5,2%   | 19,3% | [ 4 ]  | Ricardo           |
| 4     | 12 de dezembro de 2015 | 522.500     | 5,5%   | 19,1% | [ 5 ]  | Márcia            |
| 5     | 19 de dezembro de 2015 | 522.500     | 5,5%   | 18,1% | [ 6 ]  | Danilo            |
| 6     | 26 de dezembro de 2015 | 503.500     | 5,3%   | 16,7% | [ 7 ]  | Daniela           |
| 7     | 2 de janeiro de 2016   | 560.500     | 6,9%   | 17,0% | [ 8 ]  | Ana e Bárbara     |
| 8     | 9 de janeiro de 2016   | 532.000     | 5,9%   | 17,5% | [ 9 ]  | Flávio e Helena   |
| 9     | 16 de janeiro de 2016  | 427.500     | 4,5%   | 15,5% | [ 10 ] | nenhum            |
| 10    | 23 de janeiro de 2016  | 541.500     | 5,7%   | 18,9% | [ 11 ] | Carlos e Humberto |
| Média | Média                  | 514.800     | 5,6%   | 18,2% |        |                   |

- Cada ponto de rating equivale a 95.000 espetadores